# بن اسمیت
بن اسمیت (انگلیسی: Ben Smith؛ زادهٔ ۲۳ نوامبر ۱۹۷۸) بازیکن فوتبال اهل بریتانیا است.
از باشگاه‌هایی که در آن بازی کرده‌است می‌توان به باشگاه فوتبال ویموث، باشگاه فوتبال سادبوری، باشگاه فوتبال آرسنال، باشگاه فوتبال شروزبری تاون، باشگاه فوتبال ردینگ، باشگاه فوتبال کراولی تاون، باشگاه فوتبال آلدرشات تاون، باشگاه فوتبال یئوویل تاون، باشگاه فوتبال تاروک، و باشگاه فوتبال ساوتند یونایتد اشاره کرد.